# 미국 대통령의 이동수단
미국 대통령의 이동수단은 다음과 같다.

## 비행기
1953년부터 비행기를 관리하는 군종에 따라 에어 포스 원, 아미 원, 코스트 가드 원, 마린 원, 내비 원이라는 호출부호를 붙이게 됐는데, 일반적인 고정익기든 헬리콥터이든 가리지 않는다.
현재 공군과 해병대만 전용기를 관리중이며, 공군은 대통령 전용 일반 항공기를, 해병대는 헬리콥터를 관리한다. 만약 사정이 생겨 전용기가 아닌 다른 기에 타게 될 경우 그 기의 호출 부호가 에어포스 원이나 내비 원처럼 군종에 맞게 바뀐다.

## 요트
과거에는 전용요트가 있었으나 폐지되었다.

## 같이 보기
- 국가원수 의전차